# Pompas de jabón (Chardin)
Pompas de jabón se refiere a una serie de pinturas de principios del siglo XVIII del artista francés Jean Siméon Chardin. Realizada en óleo sobre lienzo hacia 1733-34, Pompas de jabón, la primera pintura figurativa de Chardin, representa a un joven que sopla una pompa de jabón acodado en un alféizar con un niño más pequeño al lado, completamente absortos en esta actividad. El trabajo original de Chardin se encuentra actualmente en la colección del Museo Metropolitano de Arte, y dos versiones posteriores de la pintura se encuentran en las colecciones del Museo de Arte del Condado de Los Ángeles y la Galería Nacional de Arte.

## Descripción
Aunque se había formado como artista académico, Chardin a menudo eludía el arte academicista. En particular, se resistió a pintar figuras usando modelos, y en cambio eligió pintar de memoria o conceptualmente durante las primeras etapas de su carrera. Su primer cuadro en el que utilizó un modelo para pintar un cuadro fue Pompas de jabón, convirtiendo así a dicho cuadro en su primera pintura figurativa. Chardin exhibió su trabajo en el Salón de París de 1739, aunque no se sabe qué versión de Pompas de jabón presentó. 
Algunas fuentes especulan que Chardin eligió las burbujas como tema debido a su uso alegórico en las pinturas holandesas del siglo XVII, donde servían como alusiones a la fugacidad de la vida.
La Galería Nacional de Arte explica: "Chardin ha construido rigurosamente su composición. Los niños están enmarcados por una ventana de piedra rectangular, los ángulos afilados compensados por el joven encorvado cuyos brazos y cabeza forman un triángulo. Esa forma triangular se repite en el gorro del niño más pequeño. El foco de la composición, sin embargo, es la burbuja circular y traslúcida, que brilla contra los cálidos tonos marrones del lienzo."